# Galeerenstrafe

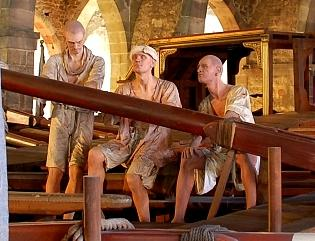
Galeerensträflinge auf Ruderbänken im Museu Marítim de Barcelona

Die Galeerenstrafe war eine im Mittelmeerraum vom ausgehenden 15. bis ins 20. Jahrhundert hinein verhängte Strafe für diverse schwere Vergehen wie Hochverrat oder Mord. Auch Angehörige von Glaubensgemeinschaften wie den Schweizer Täufern (Mennoniten) oder den französischen Hugenotten (Kamisarden) wurden auf diese Weise bestraft.
Die Verurteilten mussten, im Inneren der Galeere angekettet auf Bänken sitzend, die Ruder der Schiffe bedienen. Die Galeerenstrafe wurde typischerweise alternativ zur Todesstrafe verhängt. Aber auch als zeitlich beschränkte Strafe kam sie für viele einem Todesurteil gleich.
Die Zahl der verhängten Urteile richtete sich nach dem Bedarf der Seemächte wie Genua oder Venedig, die die Verurteilten den jeweiligen Landesfürsten (auch aus Deutschland) abkauften.
Auch als es keine Galeeren mehr gab, blieb der Begriff als Synonym für die Zwangsarbeit in bestimmten Strafanstalten – den sogenannten Bagni – erhalten, die sich aus den Galeerengefängnissen entwickelt hatten.
Im heutigen französischen und vor allem italienischen Sprachgebrauch ist der Ausdruck französisch (aller) en galère resp. italienisch (andare) in galera, jeweils deutsch in die Galeere (gehen), immer noch eine gängige Floskel für ‚ins Gefängnis (gehen)‘ oder ‚eine schwere Strafe absitzen müssen‘.

## Antike
Im Gegensatz zur populären Vorstellung von angeketteten Sträflingen, wie sie durch Spielfilme wie Ben Hur verbreitet wurde, gibt es keine Anhaltspunkte dafür, dass schon antike Seestreitkräfte verurteilte Verbrecher als Ruderer einsetzten. Der antike Galeerensklave ist folglich ein Anachronismus:

„Eiserne Beinfesseln, die Peitsche, Galeeren, die schwimmende Konzentrationslager waren – all das gehört zur Welt des sechzehnten bis achtzehnten Jahrhunderts und zu keiner früheren Epoche.“

## Neuzeit
Der Verurteilte musste als Ruderer auf einer Galeere seine Strafe verbüßen, mit Eisenketten an die Ruderbank angeschmiedet („auf die Galeeren schmieden“). Es gab sowohl die zeitlich begrenzte, aber stets mehrjährige, als auch die lebenslange Verbüßung. Bei Antritt der Strafe konnten die Verurteilten mit einem Brandzeichen versehen werden, und lebenslange Häftlinge wurden für bürgerlich tot erklärt. Ein Testament solcher Personen hatte keine Gültigkeit, da ihr Vermögen als konfisziert galt. Geringste Vergehen an Bord wurden mit harter Leibesstrafe geahndet. Selbstverstümmelung, welche zum Rudern unfähig machte, wurde mit dem Tod geahndet. Auch die allgemeinen Bedingungen waren miserabel, Todesfälle unter den Gefangenen keine Seltenheit. Die Strafe traf Bauern und einfache Bürger. Hochgestellte Bürger oder Adelige, sofern sie nicht den Adelsstand selbst zu sehr entehrt hatten, wurden dagegen verbannt und ihr Eigentum konfisziert.
In Rom wurde die Galeerenstrafe 1471 eingeführt, in Spanien ab 1502 und im Kirchenstaat ab 1511. Von der Strafrechtspflege der Binnenstaaten in Süddeutschland (Baden, Württemberg, Bayern, Österreich und der Schweiz) wurde sie im 17. Jahrhundert übernommen, begrenzte Experimente gab es schon davor. Nach einer bayerischen Landesverordnung vom 16. Mai 1695 sollten beispielsweise überall „herumvagierende oder sonst verdächtige Freyleut und Schinder“ gefangen genommen und den Venezianern übergeben werden. Nach dem „Münchner Blutbannbuch“ von 1568 waren 24 Personen zur Galeere verurteilt und warteten auf ihren Abtransport. Der Transport ging über Innsbruck, wo sie von den Italienern übernommen wurden.

### Galeerenstrafe im Habsburgerreich
In den Habsburgischen Erblanden wurde sie von 1556 (?) bis 1768 (?, Einführung der Constitutio Criminalis Theresiana) verwendet. Neapel stand von 1713 bis 1734 unter der Herrschaft der österreichischen Habsburger. Mit kaiserlicher Verordnung vom 2. Januar 1716 führte Karl VI. die Galeerenstrafe für Urfehdebruch anstelle des Abhauens des Fingers ein. Mit Patent vom 11. Februar 1716 trat sie an die Stelle der Rutenstrafe. Mit Verordnung vom 28. November 1716 wurde die Brandmarkung der zur Galeere Verurteilten anbefohlen. Im ab 1703 erschienenen Wienerischen Diarium wurde zwischen Juni 1716 und April 1732 über 263 Täter aus Böhmen, Mähren, Niederösterreich mit Wien sowie Passau berichtet. Sie wurden üblicherweise zu ein bis zehn Jahren Galeere in Neapel verurteilt, einer erhielt eine lebenslange Galeerenstrafe. Letzterer war wegen Betrugs verurteilt worden – er hatte sich als Priester verkleidet. Im Jahre 1728 (?) wurde an Stelle der Galeerenstrafe Zwangsarbeit in den oberungarischen Bergwerken angeordnet. Joseph II. führte dann das Schiffziehen ein, welches oft mit einer Galeerenstrafe verglichen wird und ebenfalls oft tödlich endete.
In Tirol wurde 1539 im Kampf gegen die Hutterer (Täufer) die Galeerenstrafe statt der Todesstrafe verhängt. Die Verurteilten wurden nach Rovereto im südlichen Tirol gebracht, wo sie an Venedig oder an Neapel verkauft wurden. Im Jahr 1585 erließ der Rat der Schweizer Stadt Bern ein Täufermandat, das die Schweizer Täufer u. a. mit der meist tödlich endenden Galeerenstrafe bestrafte. Die Schweizer Mennoniten mussten vor allem auf venezianischen und französischen Galeeren arbeiten. Ihre Schicksale sind im 1660 erstmals erschienenen Märtyrerspiegel aufgenommen.

### Galeerensträflinge in Frankreich
In Frankreich wurde es unter Karl VII. (1403–1461) Sitte, schwere Verbrecher zur Ruderarbeit zu verwenden. Sie wurden galériens, später forçats genannt. Nach dem Edikt von Fontainebleau (18. Oktober 1685) wurden auch evangelische Christen (Hugenotten) zur Galeerenstrafe verurteilt, wenn sie nicht zur römisch-katholischen Staatskirche konvertieren wollten. Die einzige bekannte Autobiographie eines Galeerensträflings stammt von Jean Marteilhe, der im Jahre 1701 ebenfalls aus den genannten Glaubensgründen zu dieser Strafe verurteilt wurde. Die Gesamtzahl der aus religiösen Gründen zur Galeerenstrafe verurteilten Personen beläuft sich auf 1550. Faktisch verschwand die Galeerenstrafe mit Aufgabe der Galeere als Schiffstyp, juristisch oft wesentlich später. In Frankreich begann diese Entwicklung gegen Ende der Amtszeit von Ludwig XIV. († 1715), faktisch wurde sie ab 1748 durch königliche Ordonnanz (Ludwig XV.) durch Zwangsarbeit in den Bagnos abgelöst. Der Begriff „Galeerenstrafe“ blieb aber im französischen Sprachgebrauch bis ins späte 19. Jahrhundert erhalten, als Verurteilte bereits nach Guayana deportiert wurden. Deutsche Überlieferungen sprechen auch meist von Galeerenstrafe, da das Wort „Bagno“ weitestgehend unbekannt ist.
Durch das Strafgesetz vom 25. September und 6. Oktober 1791 wurde die Galeerenstrafe ausdrücklich an die Stelle der Kettenstrafe (peine des fers) gesetzt; ein Dekret vom 5. Oktober 1792 gab Vorschriften über die Art und Weise des Transports an die Seehäfen. In Art. 15 des Code pénal von 1810 sind dann ausdrücklich travaux forcés als Strafart genannt. Es gab damals in den Seehäfen von Brest, Toulon, Lorient und Rochefort Strafstationen; die beiden Letzteren wurden im Lauf der Zeit (Lorient schon 1830) aufgehoben. Im Jahre 1828 wurde der Transport in Ketten verboten und der Zellenwagen eingeführt. Die Polizei auf den Galeeren wurde durch ein Zirkular vom 15. Juli 1839 neu geregelt.
Nach den Initiativen von 1840 und 1843 erfolgte per Dekret vom 27. März 1852 unter Napoléon III. die Aufhebung der Bagnos. An deren Stelle trat die Deportation in Strafkolonien, zuerst auf die Teufelsinsel. Die weitere Ausführung erhielt dieses Dekret durch ein Gesetz vom 30. Mai 1854 und ein Dekret vom 2. September 1863, wobei letzteres Neukaledonien als Verbannungsort einführte.

### Weitere Länder
In Spanien wurde sie im 19. Jahrhundert durch verschiedene Gesetzesänderungen nach und nach eingeschränkt und schließlich in der Ersten Spanischen Republik abgeschafft. In der Türkei fand die Strafe bis ins 20. Jahrhundert Anwendung.